# FB-DIMM

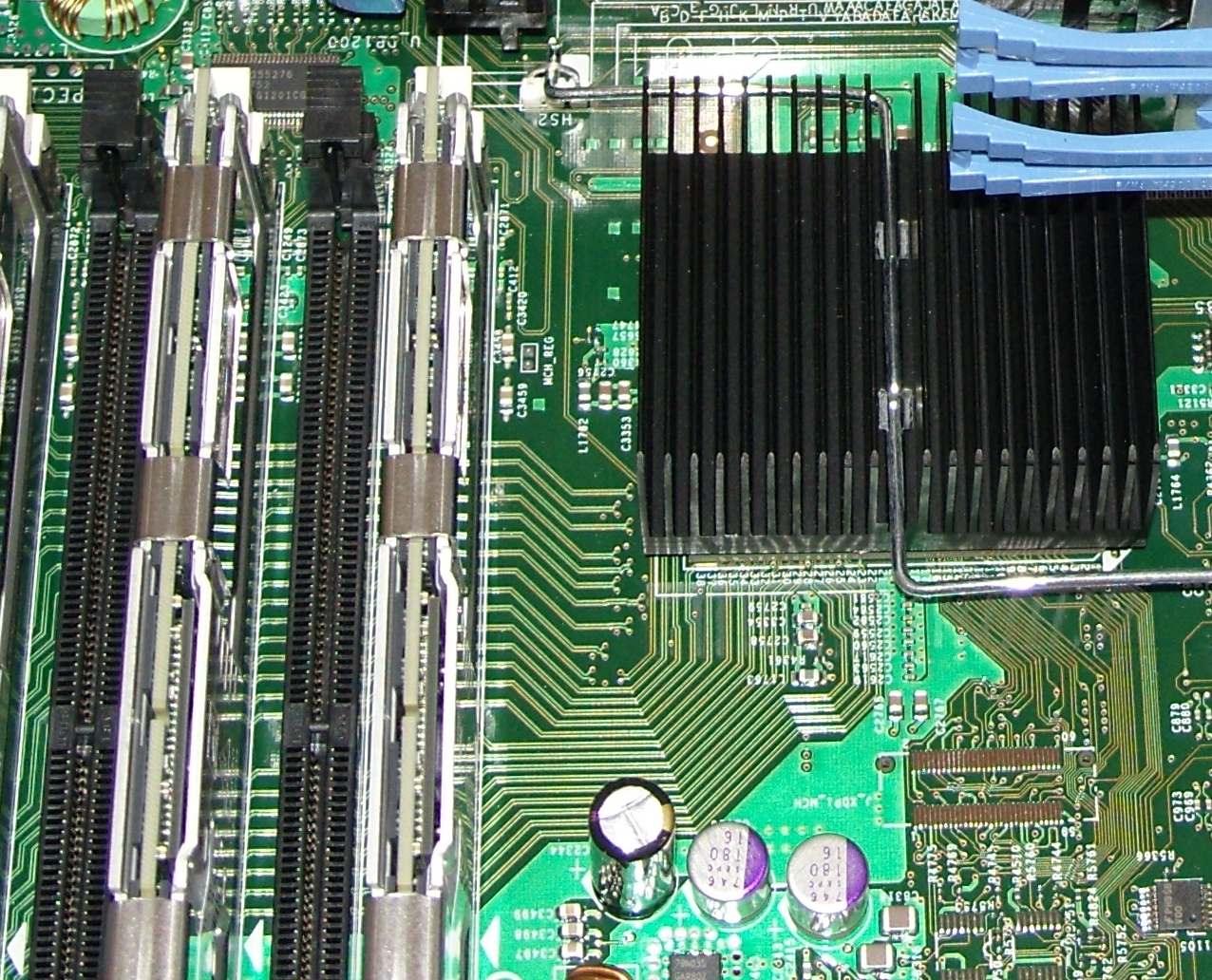
Участок материнской платы между контроллером памяти (справа под радиатором) и разъёмами для FBDIMM (слева). Установлено 2 модуля, по центру каждого модуля на правой стороне виден большой чип — AMB. Пары проводников в центре — дифференциальные каналы.

Fully Buffered DIMM (Полностью буферизованная DIMM), FB-DIMM — стандарт компьютерной памяти, который используется для повышения надёжности, скорости, и плотности подсистемы памяти. В традиционных стандартах памяти линии данных подключаются от контроллера памяти непосредственно к линиям данных каждого модуля DRAM (иногда через буферные регистры, по одной микросхеме регистра на 1-2 чипа памяти). С увеличением ширины канала или скорости передачи данных качество сигнала на шине ухудшается, усложняется разводка шины. Это ограничивает скорость и плотность памяти. FB-DIMM использует другой подход для решения этих проблем. Это дальнейшее развитие идеи registered модулей — Advanced Memory Buffer осуществляет буферизацию не только сигналов адреса, но и данных, и использует последовательную шину к контроллеру памяти вместо параллельной.
Модуль FB-DIMM имеет 240 контактов и одинаковую длину с другими модулями DDR DIMM, но отличается по форме выступов. Подходит только для серверных платформ.
Спецификации FB-DIMM, как и другие стандарты памяти, опубликованы JEDEC.

## Технология

Схема системы, использующей FB-DIMM.

Архитектура Fully Buffered DIMM вводит новую микросхему Advanced Memory Buffer (AMB), расположенную между контроллером памяти и чипами DRAM. В отличие от параллельной шины, используемой в традиционных системах DRAM-памяти, в FB-DIMM используется последовательная шина между контроллером памяти и AMB. Так достигается увеличение «ширины» (канальности) памяти без чрезмерного увеличения количества контактов контроллера памяти. В архитектуре FB-DIMM контроллер памяти не занимается непосредственной записью в чипы памяти; эта функция перенесена в AMB. В этом чипе происходит регенерация и буферизация сигналов. В дополнение AMB реализует обнаружение и коррекцию ошибок. С другой стороны, наличие AMB с промежуточным буфером увеличивает латентность.
Используется пакетный протокол, кадры могут содержать данные и команды. Среди команд можно выделить команды DRAM (активация строки — RAS, чтение столбца — CAS, обновление — REF и др.), команды управления каналом (например, запись в конфигурационные регистры), команды синхронизации. Каналы связи несимметричны и однонаправлены, от основного контроллера памяти следует канал шириной 10 бит (10 диф. пар) для команд и для данных, к нему шириной 14 бит — для данных и для статусных сообщений. AMB чипы одного канала памяти организуются в цепочки, то есть шина от контроллера памяти следует на первый AMB канала. Каждый последующий AMB подключается по принципу точка-точка к предыдущему.
Канал FB-DIMM работает на частоте, в 6 раз большей частоты DIMM, например для FB-DIMM на базе чипов памяти DDR2-533 (частота 533 МГц) дифференциальный канал будет работать на частоте 3,2 ГГц. Для передачи одного кадра требуется 12 циклов шины. Размер кадра от контроллера памяти к AMB равен 120 битам, размер кадра от AMB равен 168 битам. Кадры содержат CRC и заголовок.
Пропускная способность одного канала на чтение у FB-DIMM совпадает с таковой у соответствующего модуля DDR2 или DDR3 (при одинаковой частоте чипов памяти). Пропускная способность по записи у FB-DIMM в 2 раза ниже чем у DDR*, однако, в отличие от полудуплексного DDR, FB-DIMM позволяет производить и чтение и запись одновременно.

## Энергопотребление
Большую часть электроэнергии в системе на базе FB-DIMM потребляют и рассеивают чипы AMB, при этом их потребление зависит от местонахождения в канале. Если данный чип находится в середине цепочки, то ему требуется поддерживать 2 высокоскоростных соединения, одно в сторону контроллера памяти и одно в сторону AMB, находящихся дальше в цепочке. Чипы, находящиеся ближе к контроллеру памяти, занимаются также пересылкой пакетов от более далёких чипов.
Энергопотребление одного чипа AMB может доходить до 10 Вт (DDR2-800). Модули FB-DIMM практически всегда снабжаются радиаторами для более эффективного теплоотвода.

## Применение
Intel использовала память FB-DIMM в системах с процессорами Xeon серий 5000 и 5100 и новее (2006—2008 годы). Память FB-DIMM поддерживается серверными чипсетами 5000, 5100, 5400, 7300; только с процессорами Xeon, основанными на микроархитектуре Core (сокет LGA 771).
Компания Sun Microsystems использовала[когда?] FB-DIMM для серверных процессоров Niagara II (UltraSparc T2).
В сентябре 2006 года AMD отказалась от планов по использованию FB-DIMM.
На форуме Intel Developer Forum в 2007 году было заявлено, что крупнейшие производители памяти не планируют обеспечивать DDR3 SDRAM стандартом FB-DIMM (рабочее название — FB-DIMM2). Для систем, требующих большого объёма памяти, была продемонстрирована созданная по другим принципам регистровая память DDR3 (RDDR3, DDR3 RDIMM).
В 2007 компания Intel продемонстрировала память FB-DIMM с более низкой латентностью CL5 и CL3.
В августе 2008 Elpida Memory заявила о планах по производству FB-DIMM с объёмом 16 гигабайт к концу 2008 года, однако на 2011 год такие модули так и не были выпущены, а пресс-релиз был удалён с сайта.